# Takafumi Nishitani
Pour les articles homonymes, voir Nishitani.
Takafumi Nishitani (西谷 岳文, Nishitani Takafumi), né le 17 janvier 1979 à Tadaoka, est un patineur de vitesse sur piste courte japonais.
Lors des Jeux olympiques d'hiver de 1998 à Nagano il remporte le titre olympique sur 500 m devant le chinois Yulong An et son compatriote Hitoshi Uematsu. Il remporte aussi en 2000 une médaille d'argent lors des championnats du monde. 
En octobre 2007, il devient diplômé de keirin, au Japon  et participe à de nombreuses courses sur le circuit national lucratif.

## Palmarès

### Jeux olympiques
- Champion olympique sur 500 m aux Jeux olympiques d'hiver de 1998 à Nagano ( Japon)

### Championnats du monde
- Médaillé de bronze mondial par équipe aux Championnats du monde de 1999 à Saint-Louis ( États-Unis)
- Vice-champion du monde en relais sur 5 000 m aux Championnats du monde de 2000 à Sheffield ( Angleterre)